# Zwölfjahreswertung

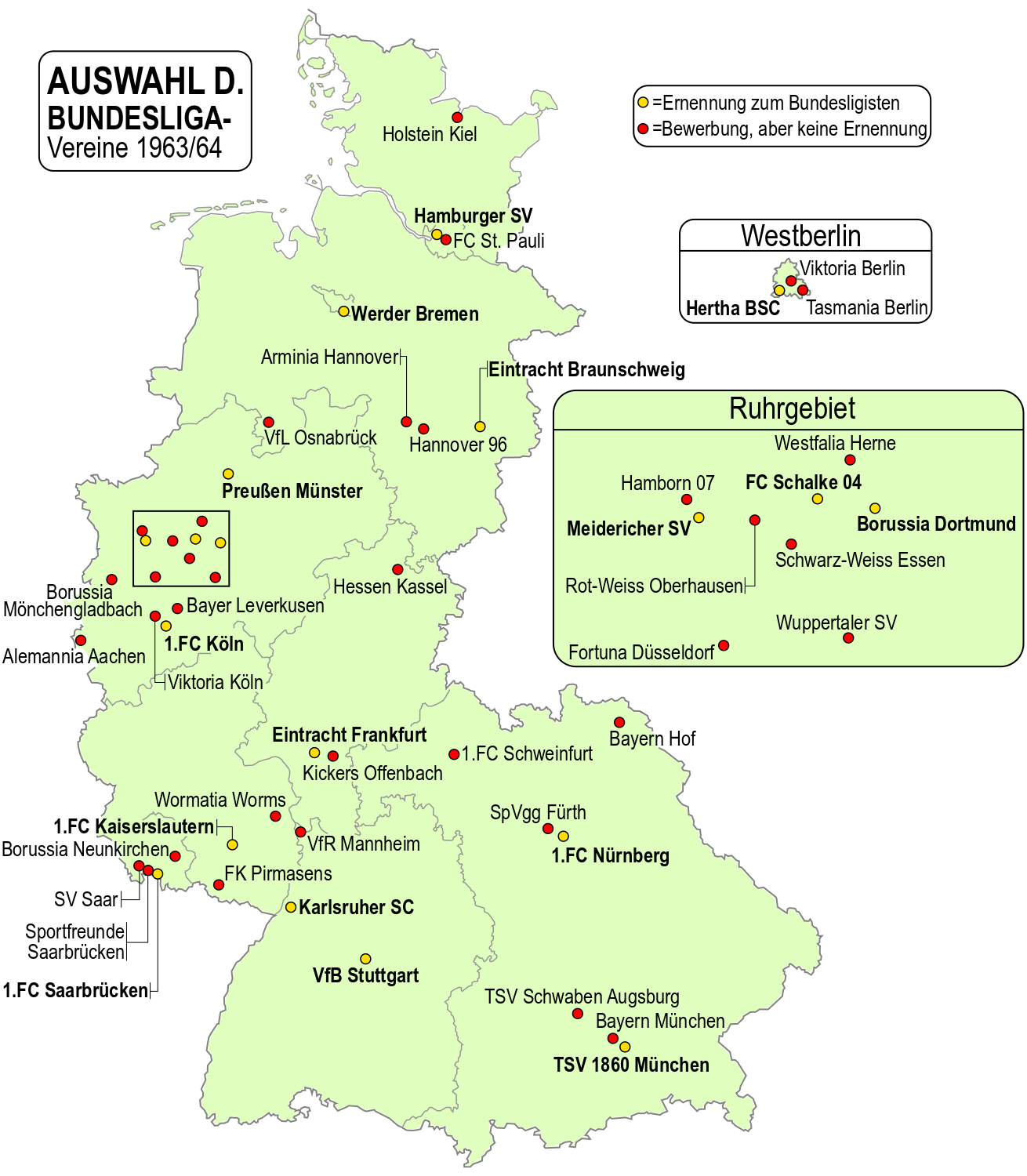
Auswahl der Bundesligavereine

Die Zwölfjahreswertung war ein vom Deutschen Fußball-Bund (DFB) entwickelter Schlüssel, der helfen sollte, die 16 Gründungsmitglieder der Fußball-Bundesliga im Jahre 1963 zu ermitteln. Abhängig von der Abschlussposition erhielt ein Verein Punkte gutgeschrieben. Für das Erreichen der Meisterschaftsendrunden bzw. des DFB-Pokalfinales gab es zusätzliche Punkte. Hiervon abweichend, präsentierten Fachblätter wie der Kicker ihren Leserinnen und Lesern auch andere Berechnungsvarianten, namentlich eine selbst entwickelte Zehn- und eine Fünfjahreswertung.
Der Bundesliga-Ausschuss, der aus den 46 eingegangenen Bewerbungen (minus zwei zurückgezogenen) die sechzehn Bundesligisten auswählen sollte, war an einen Regionalschlüssel gebunden. Davon abgesehen, lautete sein Auftrag sehr allgemein:

„die Möglichkeiten des Bewerbers nach drei Seiten hin zu beleuchten: nach der sportlichen (Leistung in den zurückliegenden Jahren, Tradition), wirtschaftlichen (Vermögensstand, wirtschaftliche Unterstützung von privater, unternehmerischer und öffentlicher Hand) und technischen (Art des Stadions, Fassungsvermögen)“

## Modus
Am 6. Oktober 1962 legte der DFB-Beirat den Qualifikationsmodus fest. In jeder Oberligasaison erhielt der Meister 16 Punkte, der Tabellenzweite 15 Punkte und so weiter. Die in den Spielzeiten 1951/52 bis 1954/55 erzielten Punkte zählten einfach, die zwischen 1955/56 und 1958/59 erzielten doppelt und die zwischen 1959/60 und 1962/63 errungenen Punkte dreifach. Zusätzlich wurde jedem Verein für jede gespielte Oberligasaison drei Punkte gutgeschrieben. Erreichte ein Verein die Endrunde um die deutsche Meisterschaft, wurden weitere Punkte vergeben. Der Gruppensieger erhielt acht Punkte, der Zweite sechs usw. Wer in der Qualifikation zur Endrunde scheiterte, erhielt keine Punkte. Der Deutsche Meister und der DFB-Pokalsieger einer Saison erhielt 20 Punkte, die jeweils unterlegenen Finalisten 10 Punkte. Die deutsche Meisterschaft 1963 und der DFB-Pokal 1963 wurden nicht berücksichtigt. Unabhängig von der erzielten Punktzahl galten die Meister der fünf Oberligastaffeln der Saison 1962/63 als sportlich qualifiziert. Hätte Borussia Neunkirchen das Endspiel um die deutsche Meisterschaft 1963 erreicht, wäre die Bundesliga mit 18 Vereinen gestartet. In diesem Fall wäre neben Neunkirchen eine sechste Mannschaft aus der Oberliga Süd aufgenommen worden. Mannschaften, die in der Zwölfjahreswertung maximal 50 Punkte auseinander lagen, wurden vom DFB als gleichrangig angesehen. Hier entschied die Platzierung in der Saison 1962/63.

## Ernennung der Bundesligisten
Um die 16 Vereine der Bundesliga zu ermitteln setzte der DFB einen fünfköpfigen Ausschuss unter Vorsitz von Ludwig Franz, dem Präsidenten des 1. FC Nürnberg ein. Die weiteren Mitglieder waren Franz Kremer (Präsident des 1. FC Köln), Walter Baresel (Spielausschussvorsitzender des Norddeutschen Fußball-Verbandes), Willi Hübner aus Essen und Hermann Neuberger (Vorsitzender des Saarländischen Fußballverbandes). Als Ersatzbeisitzer fungierten Dr. Horst Barrelet (Hamburg) und Rudolf Gramlich (Frankfurt). Dem damaligen DFB-Präsidenten Hermann Gösmann war die Schwierigkeit der Aufgabe schon damals bewusst. Gösmann wird mit den Worten „Suchen sie mal 16 aus und machen sich dabei keine Feinde“ zitiert. Der DFB setzte für den 1. Dezember 1962 eine Bewerbungsfrist für die 74 Oberligavereine an. 46 Vereine reichten fristgerecht die Unterlagen ein. Eine Woche später entschied der DFB, dass der neuen Liga je fünf Vereine aus West- und Süddeutschland, drei aus Norddeutschland, zwei aus Südwestdeutschland und ein Verein aus Berlin angehören werden. Der süddeutsche Regionalverband protestierte und wollte sieben Plätze erhalten.
Am 11. Januar 1963 ernannte der DFB die ersten neun Bundesligisten. Die Plätze gingen an Hertha BSC, Werder Bremen, Borussia Dortmund, Eintracht Frankfurt, den Hamburger SV, den 1. FC Köln, den 1. FC Nürnberg, den 1. FC Saarbrücken und den FC Schalke 04. Für die restlichen sieben Plätze ließ der DFB 20 Vereine zu und erteilte 15 weiteren Vereinen eine Absage. Zu letzteren Vereinen gehörten Vereine wie die langjährigen späteren Bundesligisten Bayer 04 Leverkusen und Borussia Mönchengladbach oder Ex-Meister wie die SpVgg Fürth. Die Sportfreunde 05 Saarbrücken und der Wuppertaler SV zogen ihre Bewerbungen zurück. Die restlichen sieben Bundesligisten wurden am 6. Mai 1963 bekannt gegeben. Es qualifizierten sich Eintracht Braunschweig, der 1. FC Kaiserslautern, der Karlsruher SC, der Meidericher SV, der TSV 1860 München, Preußen Münster und der VfB Stuttgart. Die Vergabe der letzten sieben Lizenzen war umstritten. Während die ersten neun ernannten Vereine auch nach der Zwölfjahreswertung richtig ausgewählt waren, wurden bei der Auswahl der letzten sieben Clubs einige Vereine trotz aussichtsreicher Platzierung nicht berücksichtigt.
Viele der nicht berücksichtigten Vereine fühlten sich ungerechnet behandelt und protestierten gegen die Entscheidung des DFB-Beirates. Sämtliche Proteste blieben jedoch erfolglos. Die abgewiesenen Vereine waren der VfL Osnabrück, Hannover 96, der FC St. Pauli, Holstein Kiel (alle Nord), Alemannia Aachen, Fortuna Düsseldorf, Westfalia Herne, Schwarz-Weiß Essen, Rot-Weiß Oberhausen (alle West), der FK Pirmasens, Borussia Neunkirchen (alle Südwest) sowie Kickers Offenbach und der FC Bayern München (alle Süd). Der Bundesligaausschuss bezeichnete die Nicht-Berücksichtigung der Offenbacher Kickers und der Alemannia Aachen als Härtefälle und empfahl dem DFB-Beirat, die Zahl der Bundesligisten auf 18 zu erhöhen.
Das Fachmagazin Kicker verzichtete nach Bekanntgabe der restlichen Bundesligavereine auf die Veröffentlichungen von Leserbriefen und schlug eine Aufstockung der Liga auf 20 Vereine vor, der eine sukzessive Verkleinerung auf 16 Vereine folgen sollte. Der 17. Platz sollte durch Entscheidungsspiele zwischen Kickers Offenbach und Bayern München ermittelt werden. Einen weiteren Platz sollte Alemannia Aachen erhalten. Borussia Neunkirchen und der FK Pirmasens sollten um den 19. Platz spielen, während der letzte Platz in Entscheidungsspielen zwischen einem Vertreter aus Norddeutschland und Tasmania Berlin ausgespielt werden sollte.

„Der deutsche Fußball hat Jahrzehnte gebraucht, um eine Bundesliga zu schaffen. Gemessen daran ist eine Übergangszeit von ein, zwei Jahren fast ein notwendiges Übel.“

### Oberliga Nord
In Norddeutschland wurde neben dem Serienmeister Hamburger SV, der 15 der insgesamt 16 Oberligaspielzeiten als Meister abschloss, und Werder Bremen auch Eintracht Braunschweig aufgenommen, obwohl der Verein in der Zwölfjahreswertung nur den siebten Platz belegte. Die in der Zwölfjahreswertung vor den Braunschweigern platzierten Vereine VfL Osnabrück, FC St. Pauli, Hannover 96 und Holstein Kiel legten Protest gegen die Entscheidung ein. Der DFB begründete seine Entscheidung damit, dass die genannten Vereine „aufgrund ihrer sportlichen Vergangenheit als gleichwertig anzusehen sind“, und deshalb „der diesjährige Tabellenstand den Ausschlag geben müsse“. Braunschweig wurde in der Saison 1962/63 Dritter der Oberliga Nord und erhielt die Bundesligalizenz.
Der VfL Osnabrück erhielt eine Absage, da der DFB der Ansicht war, dass Eintracht Braunschweig „wirtschaftlich stabiler“ als der VfL war. Der Präsident des VfL Osnabrück Friedel Schwarze stand nach eigener Aussage „vor den Trümmern seines Lebenswerkes“. Dem FC St. Pauli wurde die Aufnahme in die Bundesliga verweigert, da laut DFB nur ein Verein aus jeder Stadt aufgenommen werden würde. Hannover 96 konnte zwar bessere technische Voraussetzungen als Braunschweig aufweisen, kam aber aufgrund des nur mittelmäßigen Abschneidens in der Saison 1962/63 nicht infrage.
Dass Holstein Kiel nicht in die Bundesliga aufgenommen wurde, wird den proportionalen Besonderheiten des Norddeutschen Fußball-Verbandes zugesprochen. Nachdem die ersten beiden Lizenzen an einen Hamburger und einen Bremer Verein gingen, musste der dritte Platz nach Niedersachsen gehen, da der Niedersächsische Fußballverband in Sachen Mitglieder und Anzahl der Mannschaften größer als die anderen drei Landesverbände (Schleswig-Holstein, Hamburg und Bremen) war und ist.

### Oberliga West
Die ersten beiden der fünf westdeutschen Plätze gingen an den 1. FC Köln und Borussia Dortmund. Beide Mannschaften standen sich am 29. Juni 1963 im letzten Endspiel um die deutsche Meisterschaft gegenüber, welches die Dortmunder mit 3:1 für sich entscheiden konnten. Die restlichen drei Plätze gingen an den FC Schalke 04, Preußen Münster und den Meidericher SV. Insbesondere bei Alemannia Aachen, die in der Zwölfjahreswertung der Oberliga West den vierten Platz belegten, stieß die Ablehnung des DFB auf heftigen Widerstand. Der für die Vergabe der Lizenzen zuständige DFB-Beirat, dem unter anderem auch der Präsident des 1. FC Köln Franz Kremer angehörte, entschied sich aus verbandspolitischen Gründen für Meiderich und gegen Aachen, da ansonsten kein Verein des niederrheinischen Landesverbandes in die Bundesliga eingezogen wäre. Nach Ansicht der Alemannia wollte Franz Kremer, dass der 1. FC Köln der einzige Vertreter des mittelrheinischen Landesverbandes in der Bundesliga ist.

### Oberliga Südwest
Die Vergabe der beiden Bundesligaplätze in die Oberliga Südwest war heftig umstritten. Als am 11. Januar 1963 die ersten neun Bundesligavereine bekannt gegeben wurden, wurde ein Platz an den 1. FC Saarbrücken vergeben, obwohl der 1. FC Kaiserslautern in der Zwölfjahreswertung der Oberliga Südwest nicht mehr vom ersten Platz hätte verdrängt werden können. Die Entscheidung für Saarbrücken erfolgte in der offiziellen DFB-Begründung daher, da Saarbrücken gegenüber der Konkurrenz die größte Stadt sei und die besseren Autobahnverbindungen verfüge. Kaiserslautern erhielt durch den Meistertitel als zweiter Verein eine Bundesligalizenz. Die Entscheidung für Saarbrücken, das in der Zwölfjahreswertung den zweiten Platz belegte, wurde insbesondere von den Vereinen Borussia Neunkirchen, die 1963 als einziger Endrundenteilnehmer nicht in die Bundesliga aufgenommen wurden, und FK Pirmasens heftig kritisiert. Vielfach wird die These vertreten, dass der aus dem Saarland stammende und damals dem DFB-Präsidium angehörende Hermann Neuberger mit dem 1. FC Saarbrücken „seinen“ Verein in die Bundesliga bringen wollte.

### Oberliga Süd
Im Süden war lediglich die frühe Entscheidung für den 1. FC Nürnberg und Eintracht Frankfurt unumstritten. Besonders heftig diskutiert wurde, dass der TSV 1860 München nach dem Karlsruher SC und VfB Stuttgart als fünfte Mannschaft berücksichtigt wurde. Die Münchener „Löwen“ hatten sich zwar den Meistertitel der letzten Saison 1962/63 gesichert, lagen aber in der Zwölfjahreswertung deutlich hinter Kickers Offenbach sowie dem Stadtrivalen FC Bayern. Insbesondere in Offenbach löste die Entscheidung, dem letzten Meister der Oberliga Süd einen Platz in der Bundesliga zu gewähren, Entsetzen aus. Der OFC hatte mit Ausnahme der letzten Spielzeit stets einen Platz im oberen Tabellendrittel belegt und als Fünfter der Zwölfjahreswertung fest mit dem Zuschlag gerechnet. Das Fachmagazin Kicker schrieb, dass es „überhaupt keinen Schlüssel gibt, der Offenbach die Bundesliga versperrt“. Dass im zuständigen DFB-Beirat der damalige Präsident von Eintracht Frankfurt – Rudi Gramlich – saß, schürte Verschwörungstheorien, die bis heute Bestand haben.
Die Verantwortlichen des FC Bayern forderten einen Platz in der Bundesliga, da der TSV 1860 allein aufgrund der Platzierung in der Saison 1962/63 aufgenommen worden sei, und der Drittplatzierte FC Bayern ebenfalls besser als die Konkurrenten aus Stuttgart und Karlsruhe abgeschnitten habe. Sie starteten noch einen Dringlichkeitsantrag zur Aufstockung der Bundesliga, der vom Verband jedoch abgewiesen wurde. Der DFB begründete seine Entscheidung gegen den FC Bayern schließlich damit, dass es nicht „ratsam sei, dass zwei Vereine aus derselben Stadt aufgenommen werden sollten“. Außerdem fehlte den Bayern nach Ansicht des DFB die „sportliche Vergangenheit“.

### Stadtliga Berlin
In Berlin hatten sich drei Vereine um einen Platz in der Bundesliga beworben. Mit Hertha BSC wurde dem Meister der Saison 1962/63 die Lizenz erteilt. Vizemeister Tasmania 1900, in den letzten fünf Jahren der Stadtliga immerhin dreimal Meister, protestierte gegen die Entscheidung und warf der Hertha Bilanzfälschung vor. Dritter Bewerber war der zweimalige deutsche Meister BFC Viktoria 1889, der allerdings in der Saison 1962/63 nur Vorletzter wurde und nach drei Relegationsspielen gegen die Reinickendorfer Füchse sogar abstieg, sich somit nicht für die neue Regionalliga Berlin qualifizierte.

## Die einzelnen Zwölfjahreswertungen

### Legende
- Verein: Nennt den Namen des Vereins, der sich um die Aufnahme in die Bundesliga beworben hat. Fett geschriebene Vereine erhielten eine Lizenz für die Bundesliga.
- Spielzeiten: Nennt die Spielzeiten, die bei der Ermittlung berücksichtigt wurden.
- Jahre: Nennt die Anzahl der Jahre, die der Verein in der Oberliga gespielt hat.
- Punkte: Nennt die Anzahl der Punkte, die der Verein gesammelt hat.

Die obere Zeile nennt die vom Verein erreichten Positionen in der Abschlusstabelle. Die hochgestellte Zahl nennt die Platzierung des Vereins in der Endrunde um die deutsche Meisterschaft (z. B. 2 = 2. Platz). Ein hochgestelltes M kennzeichnet den Deutschen Meister, ein hochgestelltes V den Vizemeister. Ein hochgestelltes P kennzeichnet den DFB-Pokalsieger, ein hochgestelltes F den unterlegenen Pokalfinalisten. Der Pfeil nach unten ({\displaystyle \Downarrow }) zeigt an, dass der Verein in der Saison in einer unteren Liga gespielt hat. In der unteren, blau unterlegten Zeile werden die in der Saison erreichten Punkte genannt.

### Nord
| Verein                 | Spielzeiten | Spielzeiten                 | Spielzeiten | Spielzeiten | Spielzeiten | Spielzeiten | Spielzeiten                 | Spielzeiten                 | Spielzeiten                 | Spielzeiten                 | Spielzeiten                 | Spielzeiten | Jahre | Punkte |
| Verein                 | 51/52       | 52/53                       | 53/54       | 54/55       | 55/56       | 56/57       | 57/58                       | 58/59                       | 59/60                       | 60/61                       | 61/62                       | 62/63       | Jahre | Punkte |
| ---------------------- | ----------- | --------------------------- | ----------- | ----------- | ----------- | ----------- | --------------------------- | --------------------------- | --------------------------- | --------------------------- | --------------------------- | ----------- | ----- | ------ |
| Hamburger SV           | 1.3         | 1.3                         | 11.         | 1.2         | 1.F2        | 1.V         | 1.V                         | 1.2                         | 1.M                         | 1.3                         | 1.3                         | 1.          | 12    | 518    |
| Hamburger SV           | 20          | 20                          | 6           | 22          | 48          | 50          | 50                          | 38                          | 76                          | 52                          | 52                          | 48          | 36    | 518    |
| Werder Bremen          | 7.          | 3.                          | 5.          | 3.          | 6.          | 5.          | 7.                          | 2.4                         | 2.2                         | 2.P2                        | 2.Q                         | 2.          | 12    | 396    |
| Werder Bremen          | 10          | 14                          | 12          | 14          | 22          | 24          | 20                          | 32                          | 51                          | 71                          | 45                          | 45          | 36    | 396    |
| VfL Osnabrück          | 2.3         | 4.                          | 12.         | 9.          | 10.         | 6.          | 4.                          | 4.                          | 3.                          | 3.                          | 7.                          | 7.          | 12    | 313    |
| VfL Osnabrück          | 19          | 13                          | 5           | 8           | 14          | 22          | 26                          | 26                          | 42                          | 42                          | 30                          | 30          | 36    | 313    |
| Hannover 96            | 11.         | 7.                          | 1.M         | 5.          | 2.4         | 3.          | 10.                         | 6.                          | 6.                          | 5.                          | 13.                         | 9.          | 12    | 309    |
| Hannover 96            | 6           | 10                          | 44          | 12          | 32          | 28          | 14                          | 22                          | 33                          | 36                          | 12                          | 24          | 36    | 309    |
| FC St. Pauli           | 3.          | 9.                          | 2.          | 7.          | 13.         | 4.          | 9.                          | 7.                          | 4.                          | 4.                          | 4.                          | 6.          | 12    | 303    |
| FC St. Pauli           | 14          | 8                           | 15          | 10          | 8           | 26          | 16                          | 20                          | 39                          | 39                          | 39                          | 33          | 36    | 303    |
| Holstein Kiel          | 5.          | 2.4                         | 9.          | 10.         | 4.          | 2.Q         | 8.                          | 10.                         | 9.                          | 7.                          | 5.                          | 5.          | 12    | 294    |
| Holstein Kiel          | 12          | 17                          | 8           | 7           | 26          | 30          | 18                          | 14                          | 24                          | 30                          | 36                          | 36          | 36    | 294    |
| Eintracht Braunschweig | 14.         | {\displaystyle \Downarrow } | 4.          | 6.          | 11.         | 7.          | 2.3                         | 5.                          | 8.                          | 9.                          | 6.                          | 3.          | 11    | 276    |
| Eintracht Braunschweig | 3           | 0                           | 13          | 11          | 12          | 20          | 34                          | 24                          | 27                          | 24                          | 33                          | 42          | 33    | 276    |
| SV Arminia Hannover    | 9.          | 12.                         | 6.          | 12.         | 3.          | 15.         | {\displaystyle \Downarrow } | {\displaystyle \Downarrow } | {\displaystyle \Downarrow } | {\displaystyle \Downarrow } | {\displaystyle \Downarrow } | 10.         | 7     | 103    |
| SV Arminia Hannover    | 8           | 5                           | 11          | 5           | 28          | 4           | 0                           | 0                           | 0                           | 0                           | 0                           | 21          | 21    | 103    |

### West
| Verein                   | Spielzeiten                 | Spielzeiten                 | Spielzeiten                 | Spielzeiten                 | Spielzeiten                 | Spielzeiten                 | Spielzeiten                 | Spielzeiten                  | Spielzeiten                 | Spielzeiten                 | Spielzeiten                 | Spielzeiten | Jahre | Punkte |
| Verein                   | 51/52                       | 52/53                       | 53/54                       | 54/55                       | 55/56                       | 56/57                       | 57/58                       | 58/59                        | 59/60                       | 60/61                       | 61/62                       | 62/63       | Jahre | Punkte |
| ------------------------ | --------------------------- | --------------------------- | --------------------------- | --------------------------- | --------------------------- | --------------------------- | --------------------------- | ---------------------------- | --------------------------- | --------------------------- | --------------------------- | ----------- | ----- | ------ |
| 1. FC Köln               | 5.                          | 2.3                         | 1.F2                        | 8.                          | 7.                          | 3.                          | 2.4                         | 2.2                          | 1.V                         | 1.3                         | 1. M                        | 1.          | 12    | 466    |
| 1. FC Köln               | 12                          | 19                          | 32                          | 9                           | 20                          | 28                          | 32                          | 36                           | 66                          | 52                          | 76                          | 48          | 36    | 466    |
| Borussia Dortmund        | 4.                          | 1.2                         | 5.                          | 5.                          | 1.M                         | 1.M                         | 5.                          | 5.                           | 3.                          | 2.V                         | 8.                          | 2.          | 12    | 440    |
| Borussia Dortmund        | 13                          | 22                          | 12                          | 12                          | 60                          | 60                          | 24                          | 24                           | 42                          | 63                          | 27                          | 45          | 36    | 440    |
| FC Schalke 04            | 2.4                         | 6.                          | 3.                          | 6.F                         | 2.2                         | 4.                          | 1.M                         | 11.                          | 4.                          | 3.                          | 2.3                         | 6.          | 12    | 396    |
| FC Schalke 04            | 17                          | 11                          | 14                          | 21                          | 36                          | 26                          | 60                          | 12                           | 39                          | 42                          | 49                          | 33          | 36    | 396    |
| Alemannia Aachen         | 3.                          | 5.F                         | 9.                          | 11.                         | 3.                          | 5.                          | 3.                          | 10.                          | 9.                          | 8.                          | 11.                         | 5.          | 12    | 285    |
| Alemannia Aachen         | 14                          | 22                          | 8                           | 6                           | 28                          | 24                          | 28                          | 14                           | 24                          | 27                          | 18                          | 36          | 36    | 285    |
| Preußen Münster          | 7.                          | 7.                          | 4.                          | 9.                          | 12.                         | 13.                         | 6.                          | 7.                           | 10.                         | 9.                          | 7.                          | 4.          | 12    | 251    |
| Preußen Münster          | 10                          | 10                          | 13                          | 8                           | 10                          | 8                           | 22                          | 20                           | 21                          | 24                          | 30                          | 39          | 36    | 251    |
| Meidericher SV           | 8.                          | 4.                          | 11.                         | 15                          | {\displaystyle \Downarrow } | 7.                          | 4.                          | 8.                           | 8.                          | 11.                         | 5.                          | 3.          | 11    | 250    |
| Meidericher SV           | 9                           | 13                          | 6                           | 2                           | 0                           | 20                          | 26                          | 18                           | 27                          | 18                          | 36                          | 42          | 33    | 250    |
| Fortuna Düsseldorf       | 12.                         | 9.                          | 10.                         | 7.                          | 6.                          | 6.F                         | 8.F                         | 3.                           | 15.                         | {\displaystyle \Downarrow } | 9.F                         | 13.         | 11    | 225    |
| Fortuna Düsseldorf       | 5                           | 8                           | 7                           | 10                          | 22                          | 32                          | 28                          | 28                           | 6                           | 0                           | 34                          | 12          | 33    | 225    |
| Westfalia Herne          | {\displaystyle \Downarrow } | {\displaystyle \Downarrow } | {\displaystyle \Downarrow } | 13.                         | 13.                         | 11.                         | 12.                         | 1.3                          | 2.4                         | 5.                          | 6.                          | 14.         | 9     | 222    |
| Westfalia Herne          | 0                           | 0                           | 0                           | 4                           | 8                           | 12                          | 10                          | 36                           | 47                          | 36                          | 33                          | 9           | 27    | 222    |
| SC Viktoria Köln 1       | 9.                          | 8.                          | 13.                         | 10.                         | 14.                         | 12.                         | 9.                          | 14.                          | 7.                          | 10.                         | 10.                         | 8.          | 12    | 201    |
| SC Viktoria Köln 1       | 8                           | 9                           | 4                           | 7                           | 6                           | 10                          | 16                          | 6                            | 30                          | 21                          | 21                          | 27          | 36    | 201    |
| Schwarz-Weiß Essen       | 11.                         | 13.                         | 6.                          | 12.                         | 8.                          | 15.                         | {\displaystyle \Downarrow } | {\displaystyle \Downarrow }P | 16.                         | {\displaystyle \Downarrow } | 4.                          | 7.          | 9     | 167    |
| Schwarz-Weiß Essen       | 6                           | 4                           | 11                          | 5                           | 18                          | 4                           | 0                           | 20                           | 3                           | 0                           | 39                          | 30          | 27    | 167    |
| Borussia Mönchengladbach | {\displaystyle \Downarrow } | 14.                         | 12.                         | 14.                         | 11.                         | 16.                         | {\displaystyle \Downarrow } | 13.                          | 14.P                        | 6.                          | 13.                         | 11.         | 10    | 155    |
| Borussia Mönchengladbach | 0                           | 3                           | 5                           | 3                           | 12                          | 2                           | 0                           | 8                            | 29                          | 33                          | 12                          | 18          | 30    | 155    |
| Rot-Weiß Oberhausen      | {\displaystyle \Downarrow } | {\displaystyle \Downarrow } | {\displaystyle \Downarrow } | {\displaystyle \Downarrow } | {\displaystyle \Downarrow } | {\displaystyle \Downarrow } | 11.                         | 12.                          | 13.                         | 4.                          | 3.                          | 10.         | 6     | 154    |
| Rot-Weiß Oberhausen      | 0                           | 0                           | 0                           | 0                           | 0                           | 0                           | 12                          | 10                           | 12                          | 39                          | 42                          | 21          | 18    | 154    |
| Hamborn 07               | 16.                         | {\displaystyle \Downarrow } | {\displaystyle \Downarrow } | {\displaystyle \Downarrow } | 16.                         | {\displaystyle \Downarrow } | 16.                         | {\displaystyle \Downarrow }  | 12.                         | 7.                          | 12.                         | 12.         | 7     | 101    |
| Hamborn 07               | 1                           | 0                           | 0                           | 0                           | 2                           | 0                           | 2                           | 0                            | 15                          | 30                          | 15                          | 15          | 21    | 101    |
| Bayer 04 Leverkusen      | 6.                          | 10.                         | 7.                          | 3.                          | 15.                         | {\displaystyle \Downarrow } | {\displaystyle \Downarrow } | {\displaystyle \Downarrow }  | {\displaystyle \Downarrow } | {\displaystyle \Downarrow } | {\displaystyle \Downarrow } | 9.          | 6     | 88     |
| Bayer 04 Leverkusen      | 11                          | 7                           | 10                          | 14                          | 4                           | 0                           | 0                           | 0                            | 0                           | 0                           | 0                           | 24          | 18    | 88     |
| Wuppertaler SV           | {\displaystyle \Downarrow } | {\displaystyle \Downarrow } | {\displaystyle \Downarrow } | {\displaystyle \Downarrow } | 10.                         | 9.                          | 15.                         | {\displaystyle \Downarrow }  | {\displaystyle \Downarrow } | {\displaystyle \Downarrow } | {\displaystyle \Downarrow } | 15.         | 4     | 52     |
| Wuppertaler SV           | 0                           | 0                           | 0                           | 0                           | 14                          | 16                          | 4                           | 0                            | 0                           | 0                           | 0                           | 6           | 12    | 52     |

### Südwest
| Verein                      | Spielzeiten                 | Spielzeiten                 | Spielzeiten                 | Spielzeiten | Spielzeiten                 | Spielzeiten | Spielzeiten                 | Spielzeiten | Spielzeiten | Spielzeiten | Spielzeiten | Spielzeiten | Jahre | Punkte |
| Verein                      | 51/52                       | 52/53                       | 53/54                       | 54/55       | 55/56                       | 56/57       | 57/58                       | 58/59       | 59/60       | 60/61       | 61/62       | 62/63       | Jahre | Punkte |
| --------------------------- | --------------------------- | --------------------------- | --------------------------- | ----------- | --------------------------- | ----------- | --------------------------- | ----------- | ----------- | ----------- | ----------- | ----------- | ----- | ------ |
| 1. FC Kaiserslautern        | 3.                          | 1.M                         | 1.V                         | 1.V         | 1.3                         | 1.3         | 2.Q                         | 3.          | 5.          | 4.F         | 4.          | 1.          | 12    | 464    |
| 1. FC Kaiserslautern        | 14                          | 44                          | 34                          | 34          | 36                          | 36          | 30                          | 28          | 36          | 49          | 39          | 48          | 36    | 464    |
| 1. FC Saarbrücken           | 1.V                         | 3.                          | 5.                          | 3.          | 3.                          | 2.4         | 8.                          | 4.          | 3.          | 1.4         | 3.          | 5.          | 12    | 384    |
| 1. FC Saarbrücken           | 34                          | 14                          | 12                          | 14          | 28                          | 32          | 18                          | 26          | 42          | 50          | 42          | 36          | 36    | 384    |
| FK Pirmasens                | 5.                          | 7.                          | 2.                          | 5.          | 4.                          | 8.          | 1.3                         | 1.3         | 1.4         | 3.          | 2.4         | 3.          | 12    | 382    |
| FK Pirmasens                | 12                          | 10                          | 15                          | 12          | 26                          | 18          | 36                          | 36          | 50          | 42          | 47          | 42          | 36    | 382    |
| Borussia Neunkirchen        | 7.                          | 6.                          | 8.                          | 10.         | 6.                          | 5.          | 3.                          | 2.FQ        | 2.3         | 2.Q         | 1.4         | 2.          | 12    | 376    |
| Borussia Neunkirchen        | 10                          | 11                          | 9                           | 7           | 22                          | 24          | 28                          | 40          | 49          | 45          | 50          | 45          | 36    | 376    |
| Wormatia Worms              | 4.                          | 4.                          | 11.                         | 2.4         | 11.                         | 9.          | 5.                          | 14.         | 7.          | 7.          | 5.          | 4.          | 12    | 278    |
| Wormatia Worms              | 13                          | 13                          | 6                           | 17          | 12                          | 16          | 24                          | 6           | 30          | 30          | 36          | 39          | 36    | 278    |
| SV Saar 05 Saarbrücken      | {\displaystyle \Downarrow } | 9.                          | 4.                          | 9.          | 9.                          | 7.          | 9.                          | 9.          | 9.          | 8.          | 9.          | 9.          | 11    | 229    |
| SV Saar 05 Saarbrücken      | 0                           | 8                           | 13                          | 8           | 16                          | 20          | 16                          | 16          | 24          | 27          | 24          | 24          | 33    | 229    |
| Sportfreunde 05 Saarbrücken | {\displaystyle \Downarrow } | {\displaystyle \Downarrow } | {\displaystyle \Downarrow } | 16.         | {\displaystyle \Downarrow } | 16.         | {\displaystyle \Downarrow } | 6.          | 10.         | 6.          | 8.          | 6.          | 7     | 160    |
| Sportfreunde 05 Saarbrücken | 0                           | 0                           | 0                           | 1           | 0                           | 2           | 0                           | 22          | 21          | 33          | 27          | 33          | 21    | 160    |

### Süd
| Verein                | Spielzeiten                 | Spielzeiten                 | Spielzeiten                 | Spielzeiten                 | Spielzeiten                 | Spielzeiten                 | Spielzeiten                 | Spielzeiten                 | Spielzeiten                 | Spielzeiten                 | Spielzeiten                 | Spielzeiten | Jahre | Punkte |
| Verein                | 51/52                       | 52/53                       | 53/54                       | 54/55                       | 55/56                       | 56/57                       | 57/58                       | 58/59                       | 59/60                       | 60/61                       | 61/62                       | 62/63       | Jahre | Punkte |
| --------------------- | --------------------------- | --------------------------- | --------------------------- | --------------------------- | --------------------------- | --------------------------- | --------------------------- | --------------------------- | --------------------------- | --------------------------- | --------------------------- | ----------- | ----- | ------ |
| 1. FC Nürnberg        | 2.2                         | 8.                          | 4.                          | 9.                          | 7.                          | 1.3                         | 2.2                         | 3.                          | 6.                          | 1.M                         | 1.PV                        | 2.          | 12    | 447    |
| 1. FC Nürnberg        | 21                          | 9                           | 13                          | 8                           | 20                          | 36                          | 36                          | 28                          | 33                          | 76                          | 86                          | 45          | 36    | 447    |
| Eintracht Frankfurt   | 4.                          | 1.2                         | 2.3                         | 4.                          | 6.                          | 5.                          | 3.                          | 1.M                         | 3.                          | 2.2                         | 2.2                         | 4.          | 12    | 420    |
| Eintracht Frankfurt   | 13                          | 22                          | 19                          | 13                          | 22                          | 24                          | 28                          | 60                          | 42                          | 51                          | 51                          | 39          | 36    | 420    |
| Karlsruher SC         | 9.                          | 4.                          | 5.                          | 5.P                         | 1.PV                        | 3.                          | 1.2                         | 9.                          | 1.F2                        | 3.                          | 9.                          | 5.          | 12    | 419    |
| Karlsruher SC         | 8                           | 13                          | 12                          | 32                          | 70                          | 28                          | 38                          | 16                          | 64                          | 42                          | 24                          | 36          | 36    | 419    |
| VfB Stuttgart         | 1.M                         | 2.V                         | 1.P2                        | 13.                         | 2.3                         | 4.                          | 9.P                         | 5.                          | 7.                          | 7.                          | 5.                          | 6.          | 12    | 408    |
| VfB Stuttgart         | 44                          | 33                          | 42                          | 4                           | 34                          | 26                          | 36                          | 24                          | 30                          | 30                          | 36                          | 33          | 36    | 408    |
| Kickers Offenbach     | 3.                          | 6.                          | 3.                          | 1.3                         | 4.                          | 2.2                         | 5.                          | 2.V                         | 2.                          | 4.                          | 4.                          | 7.          | 12    | 382    |
| Kickers Offenbach     | 14                          | 11                          | 14                          | 20                          | 26                          | 36                          | 24                          | 48                          | 45                          | 39                          | 39                          | 30          | 36    | 382    |
| FC Bayern München     | 8.                          | 7.                          | 9.                          | 16.                         | {\displaystyle \Downarrow } | 10.P                        | 7.                          | 4.                          | 5.                          | 8.                          | 3.                          | 3.          | 11    | 288    |
| FC Bayern München     | 9                           | 10                          | 8                           | 1                           | 0                           | 34                          | 20                          | 26                          | 36                          | 27                          | 42                          | 42          | 33    | 288    |
| TSV 1860 München      | 13.                         | 15.                         | {\displaystyle \Downarrow } | {\displaystyle \Downarrow } | 16.                         | {\displaystyle \Downarrow } | 6.                          | 6.                          | 4.                          | 6.                          | 7.                          | 1.          | 9     | 229    |
| TSV 1860 München      | 4                           | 2                           | 0                           | 0                           | 2                           | 0                           | 22                          | 22                          | 39                          | 33                          | 30                          | 48          | 27    | 229    |
| VfR Mannheim          | 5.                          | 13.                         | 10.                         | 10.                         | 3.                          | 7.                          | 10.                         | 8.                          | 10.                         | 9.                          | 10.                         | 12.         | 12    | 227    |
| VfR Mannheim          | 12                          | 4                           | 7                           | 7                           | 28                          | 20                          | 14                          | 18                          | 21                          | 24                          | 21                          | 15          | 36    | 227    |
| SpVgg Fürth           | 6.                          | 3.                          | 11.                         | 11.                         | 13.                         | 6.                          | 4.                          | 7.                          | 11.                         | 11.                         | 12.                         | 9.          | 12    | 224    |
| SpVgg Fürth           | 11                          | 14                          | 6                           | 6                           | 8                           | 22                          | 26                          | 20                          | 18                          | 18                          | 15                          | 24          | 36    | 224    |
| 1. FC Schweinfurt 05  | 14.                         | 5.                          | 8.                          | 3.                          | 8.                          | 12.                         | 8.                          | 10.                         | 12.                         | 14.                         | 14.                         | 11.         | 12    | 185    |
| 1. FC Schweinfurt 05  | 3                           | 12                          | 9                           | 14                          | 18                          | 10                          | 18                          | 14                          | 15                          | 9                           | 9                           | 18          | 36    | 185    |
| FC Bayern Hof         | {\displaystyle \Downarrow } | {\displaystyle \Downarrow } | {\displaystyle \Downarrow } | {\displaystyle \Downarrow } | {\displaystyle \Downarrow } | {\displaystyle \Downarrow } | {\displaystyle \Downarrow } | {\displaystyle \Downarrow } | 13.                         | 10.                         | 6.                          | 13.         | 4     | 90     |
| FC Bayern Hof         | 0                           | 0                           | 0                           | 0                           | 0                           | 0                           | 0                           | 0                           | 12                          | 21                          | 33                          | 12          | 12    | 90     |
| TSV Schwaben Augsburg | 15.                         | {\displaystyle \Downarrow } | {\displaystyle \Downarrow } | 8.                          | 12.                         | 15.                         | {\displaystyle \Downarrow } | {\displaystyle \Downarrow } | {\displaystyle \Downarrow } | {\displaystyle \Downarrow } | 13.                         | 15.         | 6     | 61     |
| TSV Schwaben Augsburg | 2                           | 0                           | 0                           | 9                           | 10                          | 4                           | 0                           | 0                           | 0                           | 0                           | 12                          | 6           | 18    | 61     |
| KSV Hessen Kassel     | {\displaystyle \Downarrow } | {\displaystyle \Downarrow } | 13.                         | 15.                         | {\displaystyle \Downarrow } | {\displaystyle \Downarrow } | {\displaystyle \Downarrow } | {\displaystyle \Downarrow } | {\displaystyle \Downarrow } | {\displaystyle \Downarrow } | {\displaystyle \Downarrow } | 10.         | 3     | 36     |
| KSV Hessen Kassel     | 0                           | 0                           | 4                           | 2                           | 0                           | 0                           | 0                           | 0                           | 0                           | 0                           | 0                           | 21          | 9     | 36     |

### Berlin
| Verein            | Spielzeiten | Spielzeiten                 | Spielzeiten                 | Spielzeiten                 | Spielzeiten | Spielzeiten | Spielzeiten | Spielzeiten | Spielzeiten | Spielzeiten | Spielzeiten | Spielzeiten | Jahre | Punkte |
| Verein            | 51/52       | 52/53                       | 53/54                       | 54/55                       | 55/56       | 56/57       | 57/58       | 58/59       | 59/60       | 60/61       | 61/62       | 62/63       | Jahre | Punkte |
| ----------------- | ----------- | --------------------------- | --------------------------- | --------------------------- | ----------- | ----------- | ----------- | ----------- | ----------- | ----------- | ----------- | ----------- | ----- | ------ |
| Hertha BSC        | 4.          | 13.                         | {\displaystyle \Downarrow } | 7.                          | 10.         | 1.4         | 6.          | 3.          | 2.          | 1.4         | 2.          | 1.          | 11    | 346    |
| Hertha BSC        | 13          | 4                           | 0                           | 10                          | 14          | 34          | 22          | 28          | 45          | 50          | 45          | 48          | 33    | 346    |
| SC Tasmania 1900  | 12.         | {\displaystyle \Downarrow } | {\displaystyle \Downarrow } | {\displaystyle \Downarrow } | 9.          | 6.          | 5.          | 1.4         | 1.3         | 2.          | 1.2         | 2.          | 9     | 324    |
| SC Tasmania 1900  | 5           | 0                           | 0                           | 0                           | 16          | 22          | 24          | 34          | 52          | 45          | 54          | 45          | 27    | 324    |
| BFC Viktoria 1889 | 3.          | 4.                          | 7.                          | 1.4                         | 1.4         | 4.          | 2.          | 4.          | 7.          | 6.          | 9.          | 9.          | 12    | 318    |
| BFC Viktoria 1889 | 14          | 13                          | 10                          | 18                          | 34          | 26          | 30          | 26          | 30          | 33          | 24          | 24          | 36    | 318    |